# Ala ad-Din Paşa
Ala ad-Din Paşa a fost primul vizir otoman.
A trăit prin secolul al XIV-lea.
De numele său se leagă începutul legislației otomane, introducerea primelor monede otomane și organizarea armatei permanente a imperiului.
Alaeddin Bey, sau Alaeddin Pașa (Alâeddin Pașa; Söğüt, – Bursa, 1331), a fost fratele lui Orhan I, care i-a succedat tatălui lor, Osman I, în conducerea Imperiului Otoman. Mama lui era o turcoaică pe nume Rabia Bala Malhun Hatun. Nu este sigur dacă Alaeddin sau Orhan a fost fiul cel mare. Unii istorici susțin că Alaeddin a fost al doilea fiu al lui Osman, dar alții susțin că există șanse mari ca el să fie cel mai în vârstă. Cu toate acestea, Orhan a condus țara și a devenit primul conducător otoman care a luat titlul de sultan. Conform tradiției și istoriografiei otomane prezentate de istoricul Idris Bitlisi, Alaeddin a fost mai pasiv decât fratele său războinic și, astfel, a rămas acasă în loc să lupte pentru extinderea Imperiului Otoman recent format. A primit pregătire în managementul afacerilor statului. Există șanse mari ca Orhan să fi fost ales să moștenească conducerea Imperiului datorită abilităților sale de războinic.

## Biografie
Spre deosebire de istoria otomană de mai târziu, când succesiunea a devenit o problemă care ar putea duce la război civil violent, Alaeddin și-a acceptat poziția cu bunăvoință și nu a existat nicio ceartă între frați. Alaeddin s-a supus rapid domniei fratelui său, oferindu-și loialitatea și câștigând astfel respectul guvernului și al poporului. De fapt, se pare că Alaeddin se bucura de un stil de viață relaxat și era mai preocupat de faptul că tatăl lor nu i-a lăsat lui Orhan și lui nici o avere împreună cu Imperiul decât problema succesiunii. Legăturile dintre acești doi frați, spre deosebire de mulți alți prinți otomani, au rămas amabile pentru tot restul vieții lor. Datorită pregătirii sale în treburile statului, Orhan a cerut sfatul lui Alaeddin, pe care l-a primit de bunăvoie. În schimb, Alaeddin a cerut satul Fodrā și cererea i-a fost acceptată.
În 1328 sau 1329, Alaeddin sa întâlnit cu Orhan pentru a-l felicita pentru recenta achiziție a lui İzmit. În timpul acestei vizite, Alaeddin și-a adus cea mai importantă contribuție la Imperiul Otoman. El a făcut trei sugestii lui Orhan pentru a îmbunătăți eficiența și legitimitatea Imperiului Otoman timpuriu. Aceste trei sugestii includ introducerea unui sistem monetar, alegerea unui costum oficial otoman și o reorganizare completă a armatei.
În anii 1328 și 1329 monede de argint au fost într-adevăr ștampilate în numele lui Orhan. Pe față, ei a arătat articolul de credință islamic. Pe spate, scria (în arabă): „Fie ca Dumnezeu să-și facă domnia veșnică.”
În aceeași tradiție ca și bizantinii care aveau căptușeli și costume din material bogat brodat, a fost ales un costum oficial, dar mai modest, pentru muncitorii guvernamentali și militari. În timp ce publicului larg i se permitea să poarte orice dorea, o „șapcă coniformă din pâslă albă a fost prescrisă pe motivul foarte apreciatei maxime arabe, „cea mai bună haină este una albă””. În acest fel, militarii și oficialii guvernamentali și-au putut afirma legitimitatea în conducere.
În cele din urmă, și poate cel mai important, organizarea armatei a primit o revizuire completă. Alaeddin a propus ca armata să fie împărțită în subseturi și ca un ofițer să fie plasat în controlul fiecărei secțiuni. Această organizare pare extrem de simplă, ceea ce duce la concluzia că înainte de aceasta, nu exista control asupra armatei. De asemenea, Alaeddin a propus să fie instituit un contingent de soldați de picior care ar putea fi chemați în timp de război pentru a lupta. Acești soldați, când au fost instituți, nu au avut nicio pregătire și ideea a eșuat. Mai târziu, această idee eșuată a fost înlocuită de Corpul ienicerilor, dar nu există nicio dovadă că Alaeddin a avut vreo legătură cu dezvoltarea ienicerilor.
Pe lângă participarea sa la afacerile de stat ale Imperiului Otoman, Alaeddin pare să fi dus o viață foarte pioasă și liniștită. A făcut să construiască mai multe moschei. Alaeddin Bey Cami din Bursa, finalizat în 1335, este un exemplu tipic de moschee unică. Este o arhitectură foarte avansată, cu 8,2 metri pătrați și un portic cu trei trave. Domul este susținut de triunghiuri turcești și există un singur minaret. În consecință, „aproape perfecțiunea Moscheei (Alaeddin Bey) Bursa constă în simplitatea căreia se exprimă un spațiu ideal” (Goodwin 18). Deși, acum după restaurare în secolul al XIX-lea, ferestrele de est și vest nu mai sunt direct transversale, ci ușor oblice. Minaretul, dacă este originalul, este primul exemplu de minaret, dar din cauza slăbiciunilor arhitecturale aduse de amplasarea minaretului, este foarte probabil o adăugare ulterioară.
Alaeddin Bey a murit în 1331 sau 1332 și este înmormântat la Bursa. Zace în mormântul fratelui său Orhan.

## Familie
Alâeddin Pasha s-a căsătorit cu fiica lui Balad (nume necunoscut) și a avut în jur de 8 copii din această căsătorie. Erau Kılıç Bey (fiu), Hızır Bey (fiu), Mehmed Bey (fiu), Ibrahim Bey (fiu), Şahi Çelebi (fiu), Taci Hatun (fiică), Ayşe Hatun (fiică), Paşa Hatun (fiică).
▪︎Kılıç Bey, care a avut copii:
▪︎Hızır Bey, care a avut copii:
▪︎ Mehmed Bey. A avut copii, un fiu și o fiică:
▪︎ Ibrahim Bey. A avut copii, un fiu și o fiică:
▪︎ Șah Çelebi. A avut un copil, o fiică:
▪︎ Taci Hatun
▪︎ Ayşe Hatun
▪︎ Paşa Hatun
1. ↑  Alderson 1956, p. 163-164.